# Luxemburgia furnensis
Luxemburgia furnensis är en tvåhjärtbladig växtart som beskrevs av Fabiola Feres. Luxemburgia furnensis ingår i släktet Luxemburgia och familjen Ochnaceae. Inga underarter finns listade i Catalogue of Life.